# Temmincks honingzuiger
Temmincks honingzuiger (Aethopyga temminckii) is een honingzuiger, die voorkomt op het schiereiland Malakka en de Sumatra en Borneo. De naam is een eerbestoon aan Coenraad Jacob Temminck. Deze soort wordt ook wel samen met de scharlaken honingzuiger (A. mystacalis), die alleen op Java voorkomt, beschouwd als één soort.

## Kenmerken
Deze vogel is 10 cm lang, het mannetje heeft een langere staart en is daardoor 12,5 cm. Temmincks honingzuiger lijkt sterk op de geelrughoningzuiger die ook scharlakenrood is van boven. Temmincks honingzuiger heeft echter een eveneens rode staart en de gele vlek op de stuit is kleiner en de buik is lichter grijs. De scharlaken honingzuiger (A. mystacalis) die als ondersoort wordt beschouwd, heeft een geheel glanzend paarse kruin en glanzend paarse bovenstaartdekveren en donkerbruine handpennen, terwijl Temmincks honingzuiger boven op de kruin rood is en rood op de staart en lichter bruingekleurde hand- en armpennen heeft.

## Verspreiding en leefgebied
Temmincks honingzuiger komt algemeen voor in tropisch bos in midden- en hooggebergte maar ook in tuinen in de gebergtezone. Op Borneo zijn plaatselijk ook populaties in laagland.

## Status
Temmincks honingzuiger en de scharlaken honingzuiger samen hebben een groot verspreidingsgebied en daardoor alleen al is de kans op uitsterven gering. De grootte van de populaties is niet gekwantificeerd. Er is aanleiding te veronderstellen dat de soorten in aantal achteruit gaan door habitatverlies (ontbossing). Echter, het tempo ligt onder de 30% in tien jaar (minder dan 3,5% per jaar). Om die redenen staan deze honingzuigers als niet bedreigd op de Rode Lijst van de IUCN.